# Cassidibracon sumodani
Cassidibracon sumodani är en stekelart som beskrevs av T.C. Narendran och Madhavikutty 1994. Cassidibracon sumodani ingår i släktet Cassidibracon och familjen bracksteklar. Inga underarter finns listade.